# Genzio
Genzio (albanese: Gent, latino: Gentius, greco: Γέντιος, o Γένθιος; ... – Iguvium, ...; fl. II secolo a.C.) fu l'ultimo re degli Illiri.

## Biografia

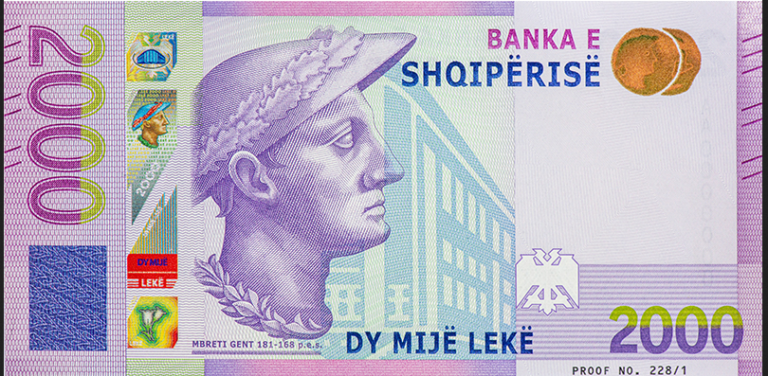
Ritratto di Genzio sulla banconota da 2000 lek albanesi

Figlio di Pleurato III, re degli Illiri.
È menzionato per la prima volta verso il 180 a.C., quando la repubblica romana inviò una missione per lamentarsi delle incursioni dei pirati lungo le coste sotto il suo dominio. In ogni caso la sua risposta non fu soddisfacente. 

Nel 172 a.C., quando ormai i rapporti tra Roma e il re Perseo di Macedonia si stavano sempre più deteriorando e la guerra sembrava imminente, la città greca di Issa lo accusò apertamente di abbandonare l'alleanza con Roma e di prepararsi alla guerra al fianco di Perseo. 

Allo scoppio della terza guerra macedonica, nel 171 a.C., 54 navi illiriche della flotta di Genzio vennero sequestrate dal pretore Caio Lucrezio, con la scusa della necessità di assistenza alle forze romane. 

Fino a quel momento Genzio non aveva preso una sua precisa posizione, molto probabilmente in attesa di una precisa evoluzione della guerra. Diverse ambasciate romane gli furono inviate, senza alcun risultato, anzi addirittura uno degli ambasciatori, Lucio Decimio, fu accusato di essersi fatto corrompere dal re illirico..
Anche le ambasciate di Perseo non ottennero successi: Genzio richiedeva ingenti somme di denaro per rivoltarsi contro i romani, denaro che Perseo non voleva sborsare; si giunse al quarto anno di guerra, il 168 a.C., quando, allarmato dai successi dei romani, Perseo acconsentì alla alleanza con gli illiri, dopo il pagamento della somma di 300 talenti.

Fu firmato un trattato, confermato da giuramenti e dallo scambio di ostaggi e quindi Genzio iniziò le ostilità contro Roma senza aver ricevuto l'effettivo pagamento: fece arrestare due legati romani e cercò di occupare le città di Apollonia (vicino a Fier, odierna Albania), e di Dyrrhachium (l'odierna Durazzo, Albania).
Visto che ormai Genzio era totalmente compromesso con la Macedonia, Perseo decise di ritirare i messaggeri e di non pagare la somma concordata.
Anche se defraudato dall'alleato, Genzio non chiese la pace, ma radunò forze militari per prepararsi alla guerra (terza guerra illirica), che comunque fu estremamente breve: si tramanda che l'intera guerra si concluse in trenta giorni. Non appena il pretore Lucio Anicio Gallo iniziò ad avanzare in Illiria alla testa dell'esercito romano, molte città si arresero senza combattere. Lo stesso Genzio si rifugiò nella città di Scodra (l'odierna Scutari, Albania) ma, sconfitto in un combattimento sotto le mura e disperando in un aiuto esterno, si arrese ai romani, chiedendo clemenza. 
Genzio fu condotto prigioniero ed assieme alla moglie e ai figli fece parte del trionfo di Lucio Anicio (167 a.C.). Quindi fu inviato al confino a Spoleto, dove probabilmente morì.